# Teppichhaie
Die Teppichhaie oder Wobbegongs (Orectolobidae)  sind eine Familie der Haie in der Ordnung der Ammenhaiartigen (Orectolobiformes).
Wobbegongs sind stark dorsoventral abgeflacht und meist gemustert. Um das Maul tragen sie häutige Lappen und Barteln. Die Nasenöffnung ist mit dem Maul durch Nasengruben verbunden. Ihre Jungtiere bringen diese Haie lebend zur Welt, sie sind ovovivipar. Sie bewohnen die Flachwasserbereiche warmer, meist tropischer Gewässer und graben sich dort in den schlickigen Meeresboden ein.

## Gattungen und Arten
Die Teppichhaie umfassen drei Gattungen – die artenreichste sind die Echten Teppichhaie (Orectolobus) mit dem Gemeinen Teppichhai oder Wobbegong (Orectolobus maculatus) und neun weiteren Arten. Die Gattung befindet sich aktuell in einer intensiven systematischen Bearbeitung, so dass Aussagen über die inneren Verwandtschaftsverhältnisse nicht getroffen werden können. Mit dem 2006 wissenschaftlich beschriebenen Westlichen Teppichhai (O. hutchinsi), den 2008 beschriebenen O. floridus, O. reticulatus und O. parvimaculatus sowie dem 2010 beschriebenen Orectolobus leptolineatus wurden in den letzten Jahren fünf neue Arten beschrieben, während der 1840 beschriebene und als Synonym zum Ornamentierten Teppichhai betrachtete O. halei 2006 wieder als eigenständige Art definiert wurde.
Die weiteren Gattungen sind Eucrossorinus mit nur einer Art (Eucrossorinus dasypogon) sowie Sutorectus mit ebenfalls nur einer Art (Sutorectus tentaculatus).
- Gattung: Fransenteppichhaie (Eucrossorinus  Regan, 1908)
  - Fransenteppichhai (Eucrossorinus dasypogon  (Bleeker))
- Gattung: Echte Teppichhaie (Orectolobus  Bonaparte, 1834)
  - Blumenornament-Teppichhai, alias Geblümter Wobbegong[3]  (Orectolobus floridus  Last & Chidlow, 2008)
  - Orectolobus halei  Whitley, 1940
  - Westlicher Teppichhai (Orectolobus hutchinsi  Last, Chidlow & Compagno, 2006)
  - Japanischer Teppichhai (Orectolobus japonicus  Regan, 1906)
  - Orectolobus leptolineatus  Last, Pogonoski & White, 2010
  - Gemeiner Teppichhai oder Wobbegong (Orectolobus maculatus  (Bonnaterre, 1788))
  - Ornament-Teppichhai (Orectolobus ornatus  (De Vis, 1883))
  - Kleingepunkteter Teppichhai, alias Kleiner Gefleckter Wobbegong[3] (Orectolobus parvimaculatus  Last & Chidlow, 2008)
  - Orectolobus reticulatus  Last, Pogonoski & White, 2008
  - Nördlicher Teppichhai (Orectolobus wardi  Whitley, 1939)
- Gattung: Warzen-Teppichhaie (Sutorectus  Whitley, 1939)
  - Warzen-Teppichhai (Sutorectus tentaculatus  (Peters, 1864))

## Jagdverhalten
Teppichhaie fressen vor allem wirbellose Tiere und Grundfische. In Einzelfällen kommt es vor, dass ein Teppichhai andere Haie wie etwa einen Bambushai frisst.